# Kimitoöns församling

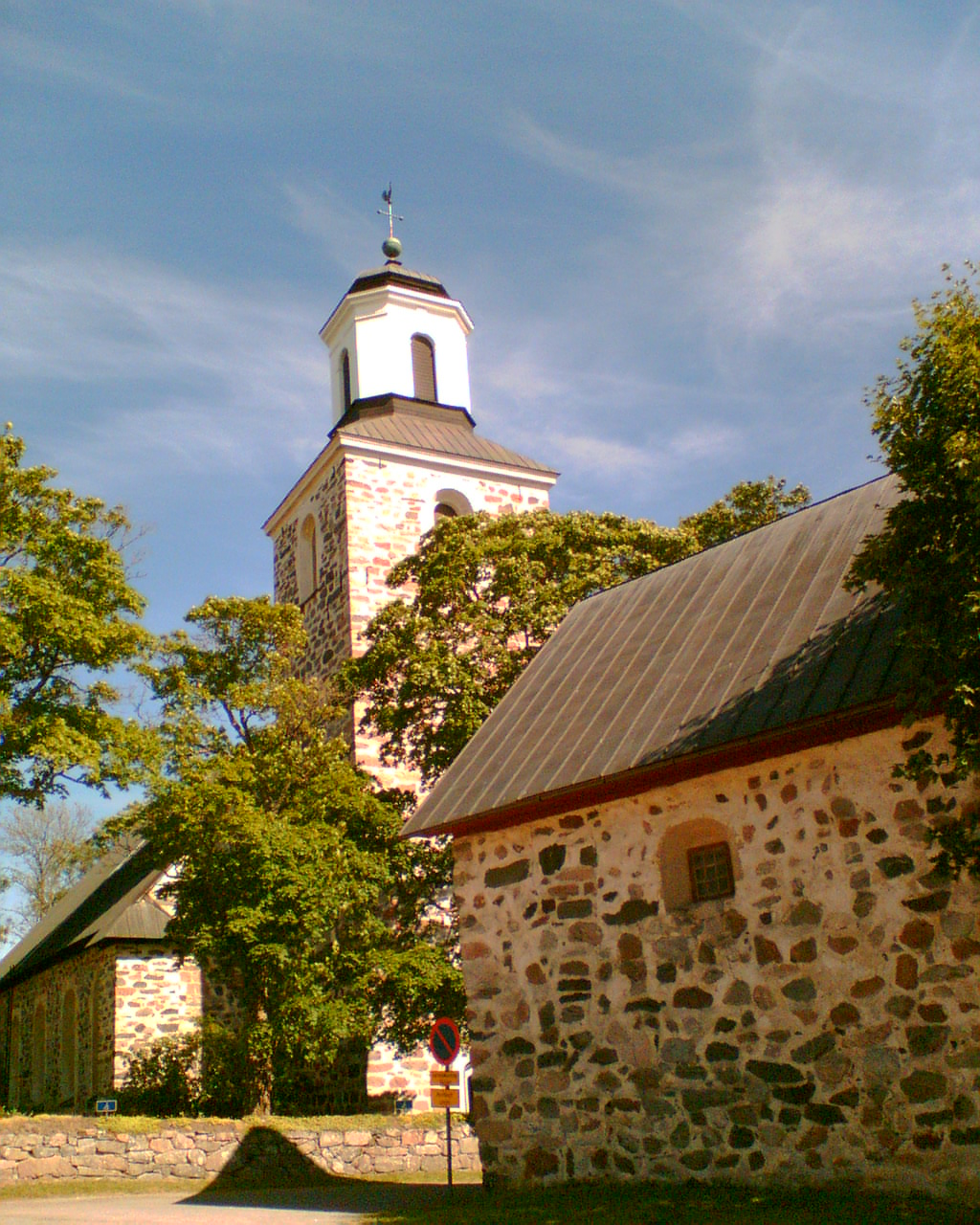
S:t Andreas kyrka

Kimitoöns församling är en tvåspråkig församling i Kimitoöns kommun i Åboland. Församlingen hör till Åbolands prosteri inom Borgå stift i Evangelisk-lutherska kyrkan i Finland. Av de 5 364 medlemmarna är 75,6 % svenskspråkiga.
Församlingen kom till den 1 januari 2009 i samband med kommunsammanslagningarna i området. Församlingen är indelad i kapellförsamlingar i enlighet med de tidigare församlingsgränserna så att det finns kapellförsamlingar i Dragsfjärd, Hitis, Kimito och Västanfjärd.
Kimito kyrksocken har sitt ursprung på 1200-talet. Socknen omnämns första gången år 1325. I socknen fanns från början av 1300-talet Kyrkosundsskärs kapell. Kimito kyrka är en gråstenskyrka från mitten av 1400-talet och har fungerat både som befolkningsskydd och försvarsverk.
Kyrkoherde i församlingen är Niina Mura.

## Kyrkor
- Dalsbruks kyrka (1922)
- Dragsfjärds kyrka (1755)
- Hitis kyrka (1686)
- S:t Andreas kyrka, Kimito (1469)
- Vänö kapell (1975)
- Västanfjärds gamla kyrka (1759)
- Västanfjärds nya kyrka (1912)